# Saint-Rivoal

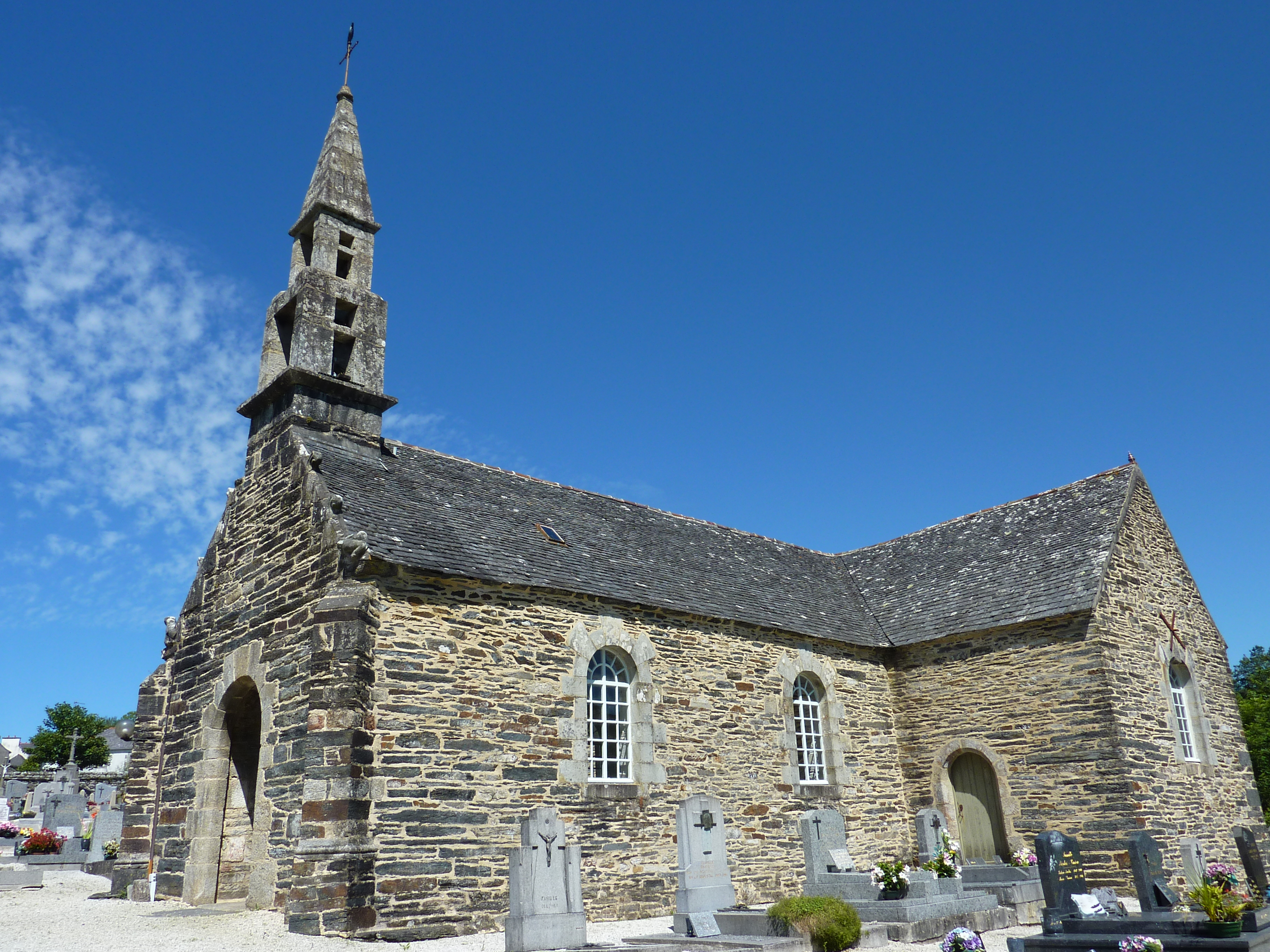
Parochiekerk

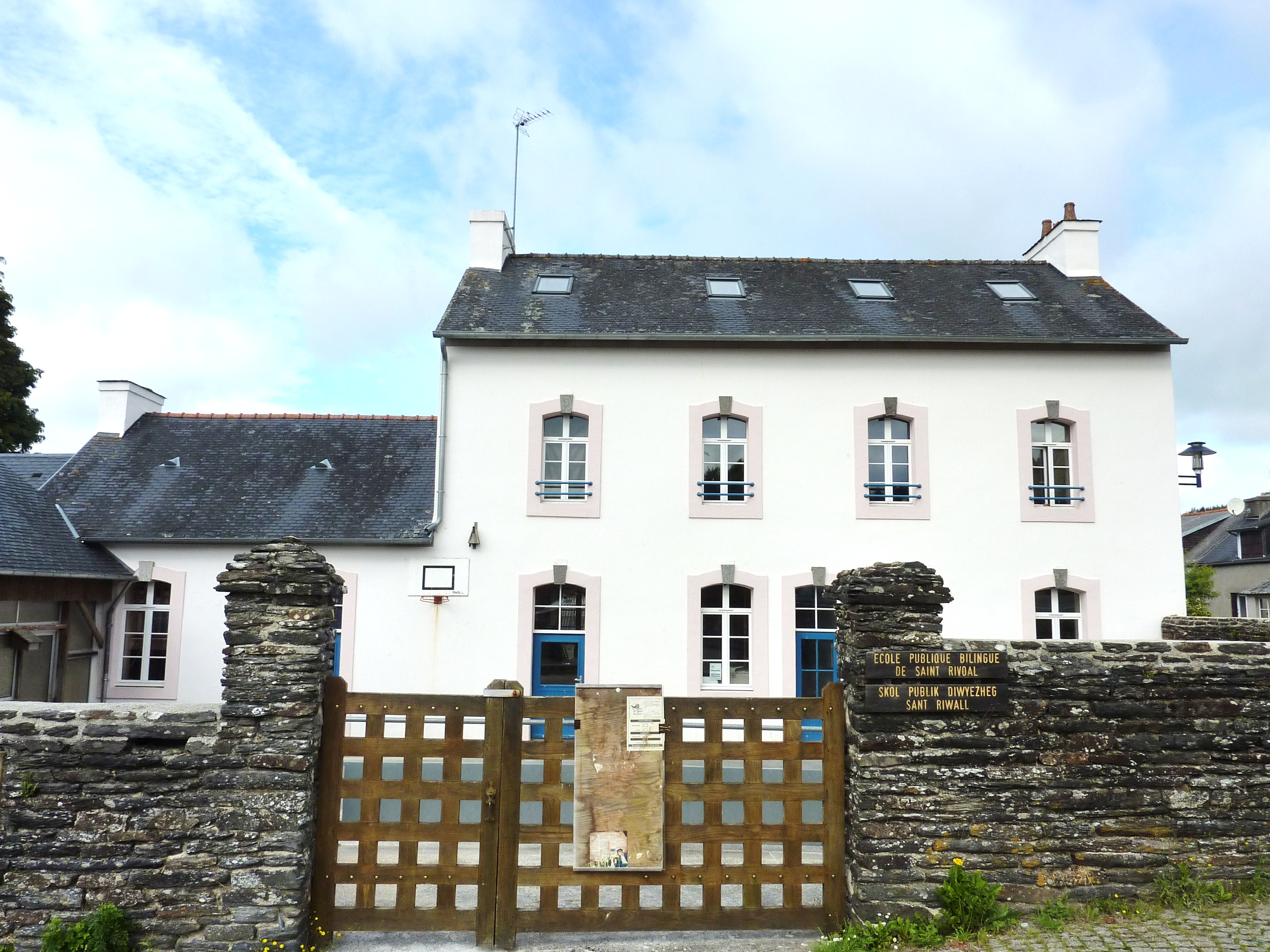
Publieke tweetalige school

Saint-Rivoal (Bretons: Sant-Riwal) is een gemeente in het Franse departement Finistère (regio Bretagne) en telt 164 inwoners (1999). De plaats maakt deel uit van het arrondissement Châteaulin. Het dorpje was vroeger deel van de gemeente Brasparts, maar werd een eigen gemeente in 1925.
De lagere school is tweetalig Frans-Bretons, waar alle kinderen (zo'n 30) naartoe gaan.

## Geografie
De oppervlakte van Saint-Rivoal bedraagt 19,1 km², de bevolkingsdichtheid is 8,6 inwoners per km².
Het dorp ligt in het gebied Monts d'Arrée, in het hart van Laag-Bretagne. In de buurt bevindt zich de Montagne Saint-Michel.
De onderstaande kaart toont de ligging van Saint-Rivoal met de belangrijkste infrastructuur en aangrenzende gemeenten.

## Demografie
Onderstaande figuur toont het verloop van het inwonertal (bron: INSEE-tellingen).
1. ↑  Populations de référence 2022.